# Franklin (contea di Beaver, Pennsylvania)
Franklin è una township degli Stati Uniti d'America, nella contea di Beaver nello Stato della Pennsylvania. Secondo il censimento del 2000 la popolazione è di 4.307 abitanti.

## Società

### Evoluzione demografica
La composizione etnica vede una prevalenza della razza bianca (99,30%) seguita da quella asiatica (0,14%), dati del 2000.
| township di Franklin Popolazione |       |
| 2000                             | 4.307 |
| Stima al 2009                    | 4.266 |